# نانوفلوسيل
نانوفلوسيل هي شركة مصنعة لسيارات الكهربائية مسجلة في ليختنشتاين. تأسست الشركة في عام 2013 وتدعي أنها أيضا مركز للحبث والتطوير. كانت أول سيارة للشركة هي سيارة كوانت وجائت بثلاث نماذج - كوانت إي،  كوانت أف  وكوانتينو. أطلقت الشركة سيارة كهربائية إستثنائية في معرض جنيف الدولي للسيارات في مارس 2014  تعمل على بطاريات بالماء المالح حيث السائل المتحلل بالملح والكهرباء هو قابل لإعادة الشحن والذي يتم به تخزين الطاقة. يتم إرسال هذا السائل المشحون إلى خليتين اللتين موجود بينهما الغشاء الذي يسمح الإلكترونيات بالمرور في عملية تعرف باسم الحرق البارد والتيار الكهربائي الناتج عن هذا التدفق من الإلكترونيات يمكن أن يستخدم لتشغيل السيارة. هناك طرازان من السيارة هما الكوبيه والسيدان. السرعة القصوى للسيارة ستكون 350 كلم/ساعة والتسارع من صفر إلى مئة كلم بالساعة سيكون خلال 2.8 ثانية فقط.